# Runcinia multilineata
Runcinia multilineata là một loài nhện trong họ Thomisidae.
Loài này thuộc chi Runcinia. Runcinia multilineata được Carl Friedrich Roewer miêu tả năm 1961.